# Kepler-9
Kepler-9 è una stella nella costellazione della Lira, distante 2000 anni luce dal sistema solare. Osservata nell'ambito della missione Kepler, nel 2010 orbitanti attorno alla stella sono stati scoperti due pianeti extrasolari, a cui ha fatto seguito nel gennaio 2011 la scoperta di un terzo pianeta. Tutti e tre i pianeti sono stati scoperti utilizzando il metodo del transito; è il primo caso di scoperta di un sistema planetario multiplo utilizzando questo metodo.

## Caratteristiche
Kepler-9 è una nana gialla piuttosto simile al Sole, è di classe G2V ed ha la stessa massa e raggio del Sole, o poco più (M=1,07 M⊙, R=1,02 R⊙), così come la temperatura (5777 K).
Kepler-9 è del 32% più ricca di metalli rispetto al Sole.

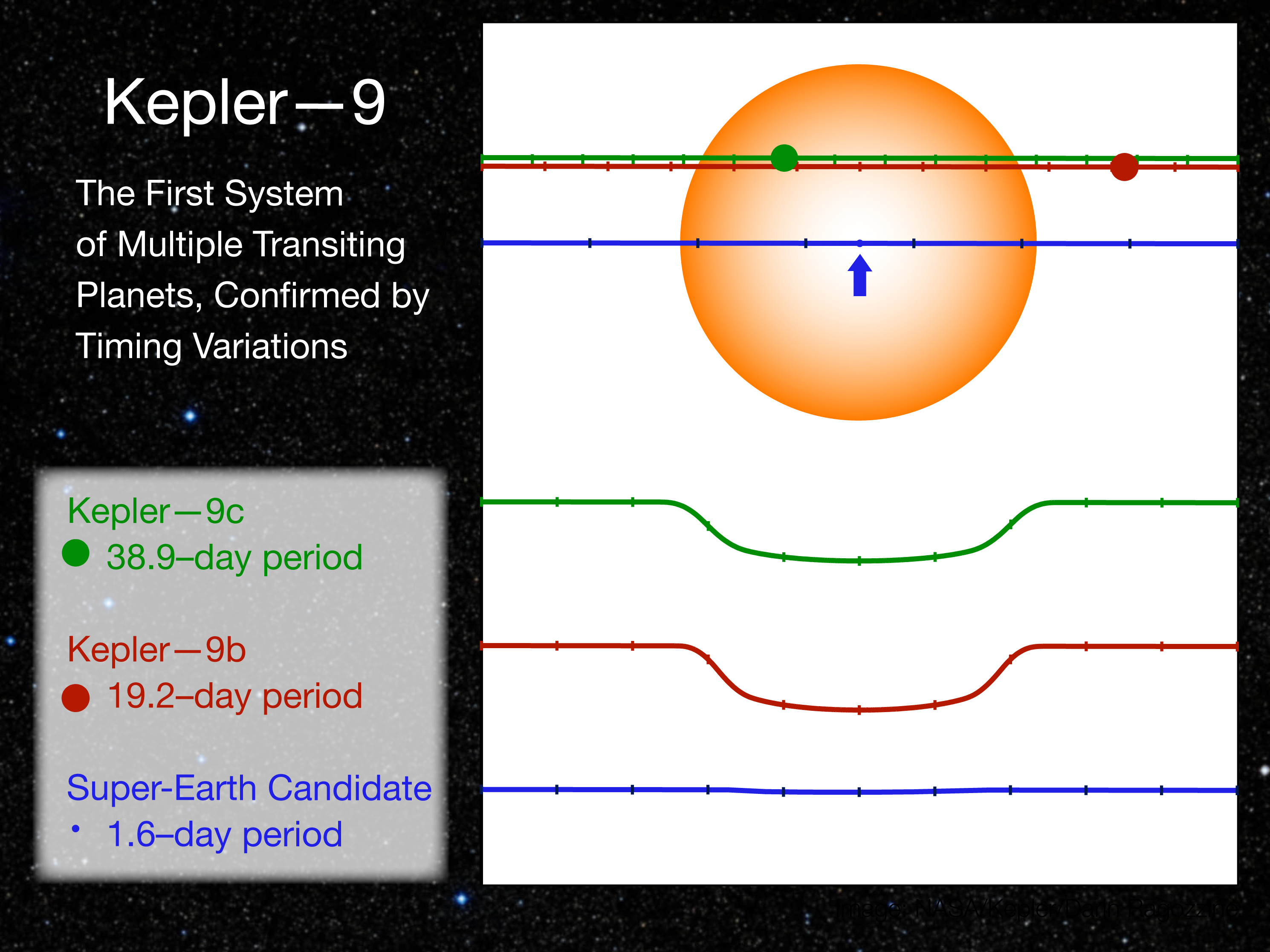
Le curve di luce durante i transiti planetari.

## Sistema planetario
Il 26 agosto del 2010 è stata annunciata la scoperta di 3 pianeti orbitanti attorno a Kepler-9; mentre due di questi, Kepler-9 b e Kepler-9 c furono confermati, un terzo pianeta, quello più vicino alla stella, rimase solo un candidato da verificare. Il 1º gennaio 2011 venne pubblicata sull'Astrophysical Journal la notizia della conferma del terzo pianeta, che intanto era stato denominato KOI 377.03; in realtà è il più vicino alla stella madre, ma non essendo stato confermato nella stessa occasione ricevette la lettera d invece della b.
Kepler-9 d è anche il più piccolo dei tre pianeti, con una massa stimata in circa 5 volte quella terrestre e una raggio del 64% maggiore di quello del nostro pianeta. Questo pianeta rientra nella categoria delle super Terre calde, dato che orbita a poco più di 3 milioni di km dalla stella e la sua temperatura d'equilibrio è piuttosto alta, circa 2000 K. I due pianeti più esterni invece hanno masse più considerevoli, dal 17 al 24% della massa di Giove e distano 21 e 34 milioni di km da Kepler-9, impiegando 19 e 38 giorni per compiere una rivoluzione attorno alla stella.
Prospetto del sistema
| Pianeta | Tipo            | Massa   | Raggio  | Periodo orb. | Sem. maggiore | Eccentricità |
| ------- | --------------- | ------- | ------- | ------------ | ------------- | ------------ |
| d       | Super Terra     | 5,25 M⊕ | 1,64 R⊕ | 1,59 giorni  | 0,027 UA      | 0            |
| b       | Gigante gassoso | 43,4 M⊕ | 8,29 r⊕ | 19,24 giorni | 0,14 UA       | 0            |
| c       | Gigante gassoso | 29,9 M⊕ | 8,08 r⊕ | 38,91 giorni | 0,225 UA      | 0            |